# انتخابات ریاست‌جمهوری لیتوانی (۲۰۲۴)

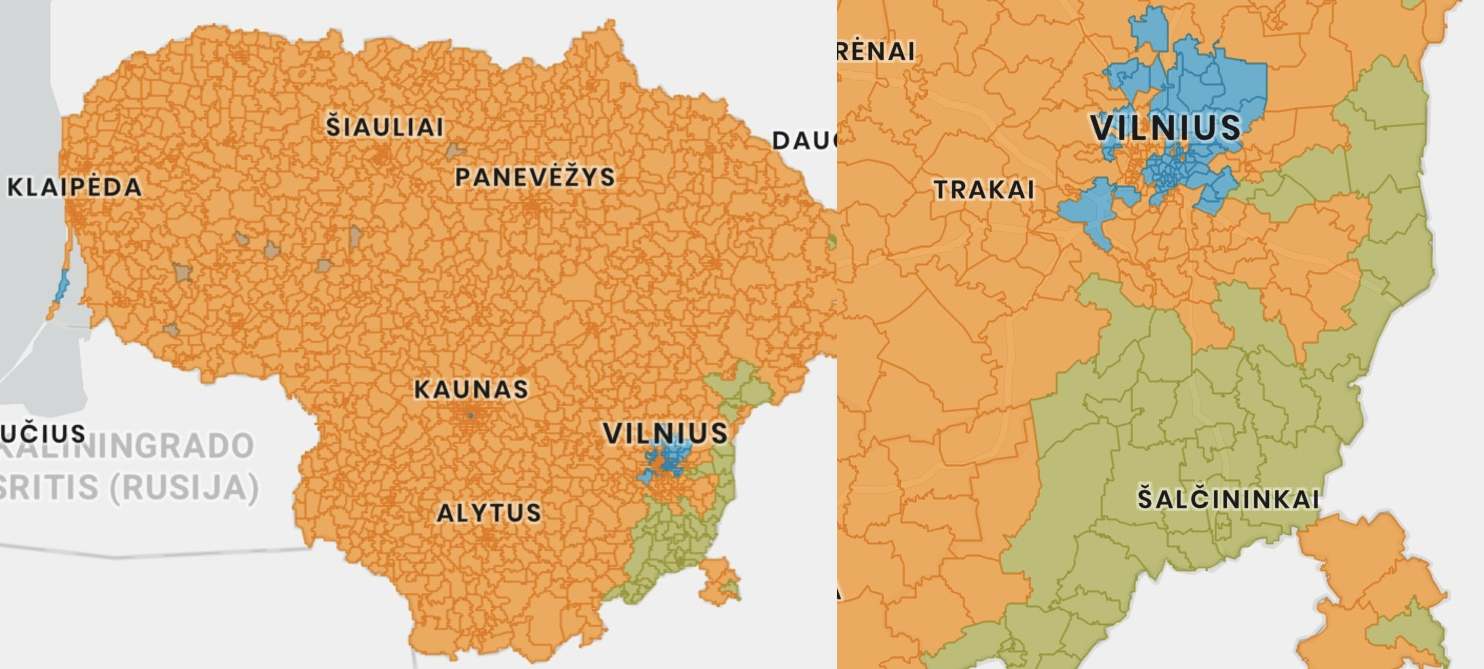
نتایج انتخابات ریاست جمهوری لیتوانی (دور اول) افسانه: – گیتاناس ناوسدا – اینگریدا شیمونیته - ادوارداس ویتکوس – زمیجیوس زمایتایتیس

انتخابات ریاست جمهوری لیتوانی در ۱۲ مه ۲۰۲۴ همراه با همه‌پرسی در مورد دادن مجوز چند تابعیتی برگزار شد. هیتاناس ناوسدا، رئیس‌جمهور کنونی، در این انتخابات مجدداً برای دور دوم انتخاب شد. کمیسیون انتخابات لیتوانی پایان ثبت نام کاندیداها را با تأیید ۱۵ نامزد انتخابات اعلام کرد که از این تعداد ۱۲ نفر اقدام به جمع‌آوری امضا از حداقل بیست هزار رأی دهنده کردند. چهار نامزد رد شدند یا کنار رفتند. هشت نامزد برای رای‌گیری تأیید شدند.
مرحله دوم در ۲۶ مه برگزار شد زیرا هیچ نامزدی در مرحله اول اکثریت مطلق آرا را کسب نکرد. این انتخابات شاهد آن بود که ناوسدا و نخست‌وزیر اینگریدا سیمونیت در دور دوم انتخابات سال ۲۰۱۹ که در آن ناوسدا، سیمونیت را شکست داد، با هم روبرو شدند. در دور دوم، ناوسدا با شکست دادن سیمونیت با ۷۶ درصد آرا، مجدداً در انتخابات پیروز شد. این بزرگ‌ترین حاشیه پیروزی برای هر نامزد ریاست جمهوری در تاریخ لیتوانی به‌شمار می‌رود.